# 2. American-Football-Bundesliga 2002
Dieser Artikel gibt einen Überblick über die 2. Bundesliga American Football Saison 2002. Die Saison 2002 war die 21. Saison der 2. Bundesliga.

## Ligaaufteilung
In der 2. Bundesliga Nord nahm ein Team weniger als in der Vorsaison teil, weil die Dortmund B1 Giants, ein Kooperationsteam aus Dortmund und Bochum, ihre Kooperation beendeten und jeweils in der Verbandsliga neustarten mussten.
| 2. Bundesliga Nord      | 2. Bundesliga Nord | 2. Bundesliga Süd       | 2. Bundesliga Süd |
| Team                    | Vorjahr            | Team                    | Vorjahr           |
| ----------------------- | ------------------ | ----------------------- | ----------------- |
| Dresden Monarchs        | 2. BL Nord         | Allgäu Comets           | 2. BL Süd         |
| Hamburg Wild Huskies    | 2. BL Nord         | Darmstadt Diamonds      | 2. BL Süd         |
| Hannover Musketeer (N)  | RL Nordost A       | Franken Timberwolves    | 2. BL Süd         |
| Langenfeld Longhorns    | 2. BL Nord         | Fursty Razorbacks (N)   | RL Süd            |
| Lübeck Cougars (N)      | RL Nordost A       | Mainz Golden Eagles (N) | RL Mitte (Mitte)  |
| Magdeburg Virgin Guards | 2. BL Nord         | Marburg Mercenaries     | 2. BL Süd         |
|                         |                    | Rottenburg Red Knights  | 2. BL Süd         |
| Straubing Spiders       | 2. BL Süd          |                         |                   |

- Vorjahr = Liga des Vorjahres
- RL = Regionalliga
- (N) Aufsteiger aus der Regionalliga
- (A) Absteiger aus der GFL

## Statistik

### Ergebnisse

#### 2. Bundesliga Nord
| Mannschaft              | DM    | HWH   | HM    | LL    | LC    | MVG   |
| ----------------------- | ----- | ----- | ----- | ----- | ----- | ----- |
| Dresden Monarchs        | —     | 56:22 | 36:06 | 41:06 | 63:0  | 28:0  |
| Hamburg Wild Huskies    | 07:54 | —     | 21:24 | 29:50 | 18:28 | 26:22 |
| Hannover Musketeer      | 00:28 | 31:14 | —     | 41:06 | 30:20 | 20:22 |
| Langenfeld Longhorns    | 29:41 | 20:20 | 24:38 | —     | 21:20 | 42:06 |
| Lübeck Cougars          | 28:44 | 27:17 | 13:06 | 28:36 | —     | 28:26 |
| Magdeburg Virgin Guards | 00:49 | 24:21 | 06:35 | 28:33 | 06:34 | —     |

#### 2. Bundesliga Süd
| Mannschaft             | AC    | DD    | FT    | FR    | MGE   | MM    | RRK   | SS    |
| ---------------------- | ----- | ----- | ----- | ----- | ----- | ----- | ----- | ----- |
| Allgäu Comets          | —     | 52:0  | 40:14 | 25:25 | 68:10 | 33:35 | 34:07 | 46:03 |
| Darmstadt Diamonds     | 00:21 | —     | 13:16 | 13:41 | 34:34 | 08:52 | 17:14 | 28:12 |
| Franken Timberwolves   | 17:21 | 22:0  | —     | 24:21 | 16:37 | 07:21 | 12:0  | 27:14 |
| Fursty Razorbacks      | 40:38 | 12:35 | 31:06 | —     | 50:26 | 38:35 | 32:0  | 47:0  |
| Mainz Golden Eagles    | 00:48 | 24:17 | 20:19 | 07:43 | —     | 27:37 | 33:07 | 16:10 |
| Marburg Mercenaries    | 33:20 | 49:14 | 21:19 | 51:33 | 45:07 | —     | 39:0  | 49:06 |
| Rottenburg Red Knights | 00:36 | 07:14 | 10:43 | 14:46 | 23:15 | 08:35 | —     | 31:0  |
| Straubing Spiders      | 00:52 | 12:0  | 18:28 | 14:40 | 06:31 | 07:42 | 15:0  | —     |

### Abschlusstabellen

#### 2. Bundesliga Nord
|    | Verein                  | Sp | S  | U | N | Punkte | TD      | Diff. |
| -- | ----------------------- | -- | -- | - | - | ------ | ------- | ----- |
| 1. | Dresden Monarchs        | 10 | 10 | 0 | 0 | 20:0   | 440:098 | +342  |
| 2. | Hannover Musketeers     | 10 | 06 | 0 | 4 | 12:08  | 231:190 | 0+41  |
| 3. | Langenfeld Longhorns    | 10 | 05 | 1 | 4 | 11:09  | 267:292 | 0‒25  |
| 4. | Lübeck Cougars          | 10 | 05 | 0 | 5 | 10:10  | 226:267 | 0‒41  |
| 5. | Magdeburg Virgin Guards | 10 | 02 | 0 | 8 | 04:16  | 140:316 | ‒176  |
| 6. | Hamburg Wild Huskies    | 10 | 01 | 1 | 8 | 03:17  | 195:336 | ‒141  |

 Relegation in die GFL
 Abstieg
- Die Magdeburg Virgin Guards steigen freiwillig zur Saison 2003 in die Regionalliga ab, weshalb die Hamburg Wild Huskies in der 2. Bundesliga verbleiben

#### 2. Bundesliga Süd
|    | Verein                 | Sp | S  | U | N  | Punkte | TD      | Diff. |
| -- | ---------------------- | -- | -- | - | -- | ------ | ------- | ----- |
| 1. | Marburg Mercenaries    | 14 | 13 | 0 | 01 | 26:02  | 544:227 | +317  |
| 2. | Fursty Razorbacks      | 14 | 10 | 1 | 03 | 21:07  | 499:288 | +211  |
| 3. | Allgäu Comets          | 14 | 10 | 1 | 03 | 21:07  | 534:184 | +350  |
| 4. | Franken Timberwolves   | 14 | 07 | 0 | 07 | 14:14  | 270:267 | 00+3  |
| 5. | Mainz Golden Eagles    | 14 | 06 | 1 | 07 | 13:15  | 287:423 | ‒136  |
| 6. | Darmstadt Diamonds     | 14 | 04 | 1 | 09 | 09:19  | 193:368 | ‒175  |
| 7. | Rottenburg Red Knights | 14 | 02 | 0 | 12 | 04:24  | 121:371 | ‒250  |
| 8. | Straubing Spiders      | 14 | 02 | 0 | 12 | 04:24  | 117:437 | ‒320  |

 Relegation in die GFL
 Abstieg
- Tie-Breaker:
  - Fursty Razorbacks gewinnen direkten Vergleich gegen Allgäu Comets (65:63)
  - Rottenburg Red Knights gewinnen direkten Vergleich gegen Straubing Spiders (31:15)

### Relegation zum Aufstieg in die GFL

#### Nord
| Heimverein             | Gastverein             | Ergebnis | Nach Quartern         |
| ---------------------- | ---------------------- | -------- | --------------------- |
| Kiel Baltic Hurricanes | Dresden Monarchs       | 00:38    | 0:0; 0:10; 0:14; 0:14 |
| Dresden Monarchs       | Kiel Baltic Hurricanes | 62:0     | 14:0; 20:0; 21:0; 7:0 |

Die Dresden Monarchs steigen in die GFL Nord auf, die Kiel Baltic Hurricanes steigen in die 2. Bundesliga Nord ab.

#### Süd
| Heimverein          | Gastverein          | Ergebnis | Nach Quartern        |
| ------------------- | ------------------- | -------- | -------------------- |
| Munich Cowboys      | Marburg Mercenaries | 12:28    | 0:21; 0:0; 7:0; 5:7  |
| Marburg Mercenaries | Munich Cowboys      | 42:23    | 14:7; 7:8; 14:8; 7:0 |

Die Marburg Mercenaries steigen zur Saison 2003 in die GFL Süd auf, die Munich Cowboys steigen in die 2. Bundesliga Süd ab.